# Прокопово
Прокопово — деревня в Сокольском районе Вологодской области на реке Бохтюга.
Входит в состав Архангельского сельского поселения, с точки зрения административно-территориального деления — в Архангельский сельсовет.
Расстояние по автодороге до районного центра Сокола — 23 км, до центра муниципального образования Архангельского — 8 км. Ближайшие населённые пункты — Ивково, Василево, Кузнецово, Сидорково, Исаково, Захарово.
По переписи 2002 года население — 19 человек.